# Euforia del corredor

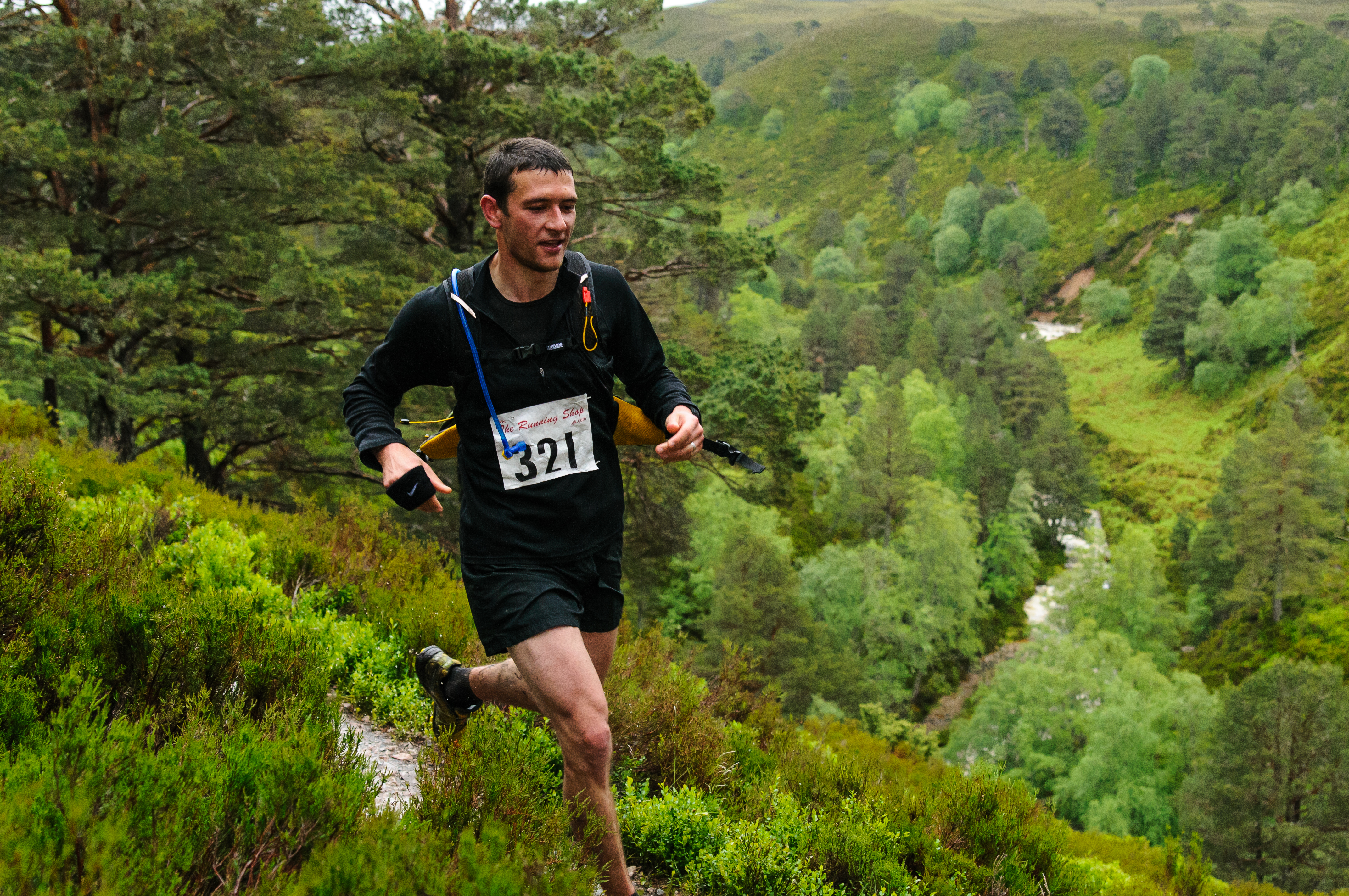
Los corredores son más propensos que otros atletas a experimentar la "euforia del corredor"

La euforia del corredor (en inglés runner's high), también llamada júbilo del corredor, es un estado mental de euforia acompañado por un descenso en niveles de ansiedad y mayor tolerancia al dolor, siendo causada por realizar alguna actividad física continua de moderada intensidad, o por ejercicios de corta duración y alta intensidad. Se desconoce su prevalencia exacta, pero parece ser un fenómeno relativamente raro que no todos los atletas experimentan.Su nombre viene dado por corredores de largas distancias, que experimentan este fenómeno más frecuentemente, y alternativamente se le conoce en la disciplina del remo como "euforia del remero".

## Mecanismo de acción
Las endorfinas son neurotransmisores producidos en la hipófisis del cerebro, y suelen ser liberadas al sistema tras realizar ejercicios de resistencia prolongados. Tradicionalmente se sabe que ejercen una serie de efectos positivos, tales como mejorar el estado anímico, aumento del autoestima, disminución de la ansiedad y una sensación placentera generalizada.Sin embargo, estudios recientes sugieren que las endorfinas juegan un papel limitado en la euforia del corredor puesto que son incapaces de cruzar la barrera hematoencefálica, y en cambio, se cree que los cannabinoides endógenos son más importantes en este fenómeno, pues estos sí pueden traspasar esta barrera.